# Josué 19
Josué 19 es el decimonoveno capítulo del Libro de Josué en la Biblia hebrea o en el Antiguo Testamento de la Biblia cristiana. Según la tradición judía, el libro se atribuyó a Josué, con añadidos de los sumos sacerdotes Eleazar y Fineas, pero los eruditos modernos la consideran parte de la Tradición deuteronómica, que abarca desde el libros del Deuteronomio hasta 2 Reyes, atribuida a escritores nacionalistas y devotos de Yahvé durante la época del rey reformador de Judea Josías en el siglo VII a. C.. Este capítulo registra la posterior asignación de tierras para las tribus de Israel, especialmente la tribus de Simeón, Zabulón, Isacar, Aser, Naftalí y Dan, así como la Herencia de Josué, una parte de una sección que comprende Josué 13: 1-21:45 sobre la asignación de la tierra de Canaán a los israelitas. 

## Texto
Este capítulo fue escrito originalmente en Lengua hebrea. Está dividido en 18 Versículos.

### Testigos textuales
Algunos manuscritos antiguos que contienen el texto de este capítulo en hebreo pertenecen a la tradición del Texto Masorético, que incluye el Códice de El Cairo (895), el Códice de Alepo (siglo X) y el Códice Leningradoensis (1008).
Los manuscritos antiguos existentes de una traducción al griego koiné conocida como Septuaginta (originalmente se hizo en los últimos siglos a. C.) incluyen el Codex Vaticanus (B; {\displaystyle {\mathfrak {G}}}B; siglo IV) y Codex Alexandrinus (A; {\displaystyle {\mathfrak {G}}}A; siglo V). 

## Análisis

Mapa de la asignación de tierras a las tribus de Israel en tiempos de Josué

La narración de la adjudicación de la tierra de Canaán a los israelitas comprende los Versículos 13:1 a 21:45 del Libro de Josué y tiene el siguiente esquema:
A. Preparativos para el reparto de la tierra (13:1-14:15)
B. El reparto para Judá (15:1-63)
C. El reparto para José (16:1-17:18)
D. Distribución de tierras en Silo (18:1-19:51)
1. 1. Instrucciones para la distribución restante (18:1-10)
2. Herencias tribales (18:11-19:48)
a. Benjamín (18:11-28)
b. Simeón (19:1-9)
c. Zabulón (19:10-16)
d. Isacar (19:17-23)
e. Aser (19:24-31)
f. Neftalí (19:32-39)
g. Dan (19:40-48)
3. La herencia de Josué (19:49-50)
4. Declaración sumaria (19:51)
E. Distribución levítica y conclusión (20:1-21:45)
El patrón de la narración coloca la distribución a Judá y José precedida por la concesión de tierras a Caleb (14:6-15), mientras que la distribución restante es seguida por un relato de una herencia para Josué (19:49-50), por lo que los relatos de recompensas para los dos espías fieles están cuidadosamente entretejidos en la historia de las asignaciones de tierras.
Hay tres elementos clave en el informe de las asignaciones para las nueve tribus y media en la tierra de Canaán, a saber:
| Tribu    | Lista de límites | Lista de ciudades | Comentarios sobre la población indígena |
| -------- | ---------------- | ----------------- | --------------------------------------- |
| Judá     | X                | X                 | X                                       |
| Efraín   | X                |                   | X                                       |
| Manasés  | X                |                   | X                                       |
| Benjamín | X                | X                 |                                         |
| Simeón   |                  | X                 |                                         |
| Zabulón  | X                |                   |                                         |
| Issachar | X                |                   |                                         |
| Asher    | X                |                   |                                         |
| Naftalí  | X                | X                 |                                         |
| Dan      |                  | X                 | X                                       |

## Asignación para Simeón (19:1-9)
.

Mapa de la asignación de tierras a las tribus de Israel en tiempos de Josué

El territorio de Simeón se encontraba en el Negueb semiárido, al sur, sin descripción de límites dentro del territorio de Judá. Incluso algunas de sus ciudades aparecen también en la lista de Judá (15:21-32). Aparentemente, la identidad tribal de Simeón se perdió al principio de la vida de Israel, al igual que la condena en la bendición de Jacob (Génesis 49:7), emparejando a Simeón con Leví para ser dispersados dentro de Israel. La tribu no se menciona en la Bendición de Moisés (Deuteronomio 33) ni en el Cantar de Débora (Jueces 5), tal vez debido a su temprano fracaso en establecerse.

## Asignación para Zabulón, Isacar, Aser y Neftalí (19:10-39)
Las siguientes asignaciones son para las tribus de Zabulón, Isacar, Aser y Neftalí, que forman un grupo entre el Mar de Galilea y el Mar Mediterráneo. De este a oeste, Isacar, Zabulón y Aser tienen fronteras meridionales con Manasés a lo largo de la línea de la cordillera del Carmelo y la llanura de Esdrelón, mientras que Neftalí está al norte de Isacar y Zabulón. Entre los topónimos, el monte Tabor aparece como punto de referencia para tres de las tribus (versículos 12, 22, 34).

### Versículo 15
Y Kattath, y Nahallal, y Shimron, e Idalah, y Bethlehem: doce ciudades con sus aldeas.
- «Bethlehem»: Este es un lugar dentro del territorio de Zabulón en Galilea, no la 'ciudad de David' al sur de Jerusalén.[14]

## Asignación a Dan (19:40-48)
La asignación para la tribu de Dan se distingue de las de las tribus precedentes, porque aquí a los danitas se les asignó originalmente tierra en el sur, al oeste de Judá, bajando hasta el Mar Mediterráneo en Joppa (Tel-Aviv), e incluyendo cierto territorio filisteo (Ecrón), con algunos de los topónimos que aquí se mencionan también en las historias de Sansón, un juez danita, que se enfrentó a los filisteos en los límites del Sefelá (colinas bajas) y sus zonas costeras (cf. [Jueces 13]]:2, 25; 14:1). Los danitas nunca podrían haber tenido un punto de apoyo fuerte en esta región discutible entre los filisteos y Judá, por lo que finalmente se asentaron en el extremo norte - tal vez la razón de su inclusión aquí con las tribus galileas. La «conquista» de Leshem por esta tribu no se agrupa como parte de la conquista de Josué, y se describe con más detalle en Jueces 18, donde se critica implícitamente la matanza de los habitantes de Leshem (Laish) (Jueces 18:27). El resumen en 19:48 aparentemente se refiere a los lugares enumerados en el territorio original (nada en el versículo 47 correspondería a 'estas ciudades con sus aldeas'), por lo que la 'herencia' de Dan no fue realmente 'heredada'.

## Herencia de Josué y resumen de las asignaciones (19:49-51)
La herencia personal de Josué (19:49-50) al final del reparto de tierras se corresponde con la de Caleb, el otro valiente espía, al comienzo del reparto (Jos 14:6-15). También se da el equilibrio de que Caleb hereda en Judá (sur), mientras que Josué hereda en Efraín (norte). La conclusión (19:51) vuelve a Silo y a la tienda del encuentro, enfatizando de nuevo el lugar como centro espiritual de la tierra, representando la mano de Dios en la distribución. Una vez más se nombra a Josué y Eleazar como corresponsables de la ejecución (cf. 14:1; cf. Números 26:1-4; 52-56).